# Бонго (народ)

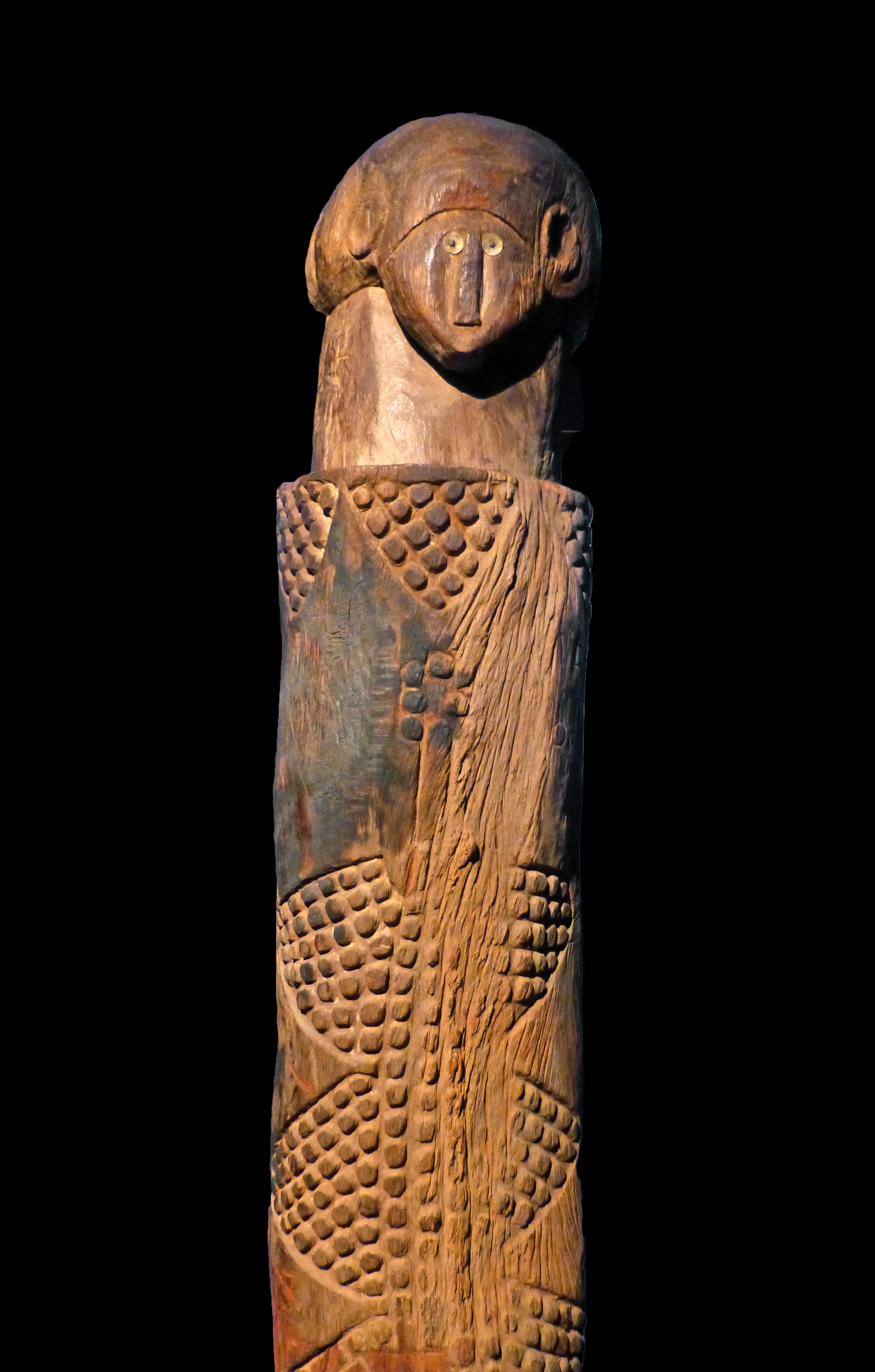

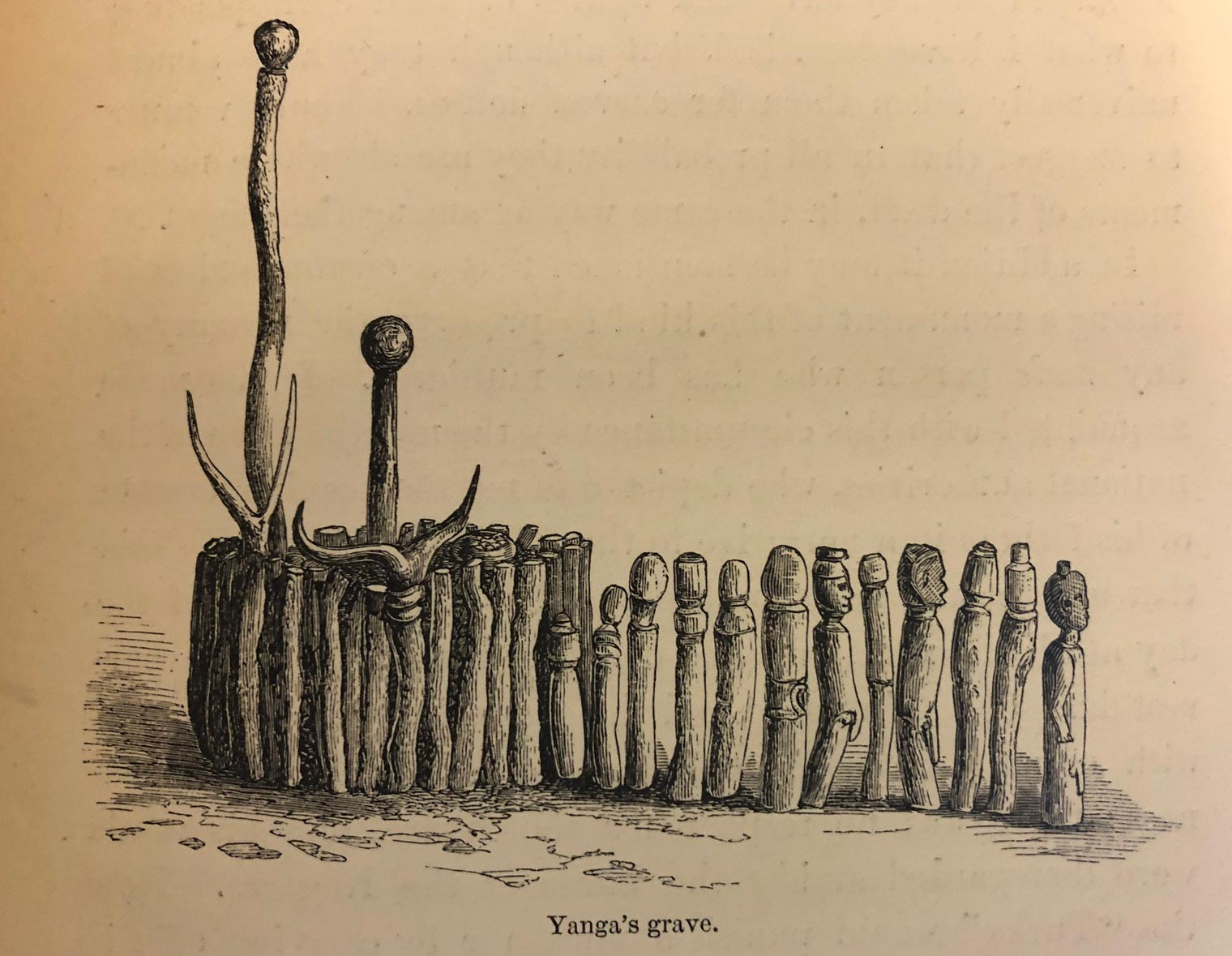

Бонго — народ, проживающий на территории Южного Судана, в южной части региона Бахр-эль-Газаль (округ Тондж), отдельные группы проживают в Экваториальном регионе. Народы, родственные бонго: бака, лори, митту, бели, ньямуса. Численность бонго 170 тыс. человек.

## Языковая ситуация
Язык бонго принадлежит к шари-нильской группе нило-сахарской семьи. Большинство бонго говорят также на языках занде и динка.

## Религия
Сохраняют традиционные верования, есть христиане-католики. Большинство бонго поклоняются предкам и духам природы, распространена вера в магию и колдовство.

## Население
Основные занятия — ручное земледелие (сорго, кунжут, дурра, табак), охота, рыболовство, скотоводство (овцы, козы и др.), торговля железными изделиями. Из ремёсел наиболее распространены кузнечное (изделия кузнецов бонго считаются самыми лучшими в регионе), резьба по дереву, изготовление рыболовных сетей и ловушек, гончарство. Поселения бонго — разбросанные вокруг большого дерева (фигового или тамаринда) группы хижин. Бонго живут в хижинах с глинобитными полами, конической соломенной или травяной крышей, стены из веток, бамбука, трав, коры, обмазанные изнутри глиной. З
Традиционная мужская одежда представляет собой набедренник из шкуры, женщины используют в качестве одежды пучок травы, листьев или мочала из коры на шнурке вокруг бёдер. Широко распространена татуировка, шрамирование; замужним женщинам в нижнюю губу вставляется лабретка.
Питаются бонго растительной пищей: каши, похлебки.
Основу традиционной социальной организации составляют роды, деревенские общины и большие семьи; традиционная функция вождя (ньери) — вызывание дождя. Брачное поселение вирилокальное, распространено многожёнство. Счёт родства патрилатеральный.
Разнообразны танцы и музыкальные инструменты: барабаны, рожки, флейты, трубы, струнные и др. Фольклорные жанры — песни, сказки, пословицы.